# Еупное
Еупное — це нормальне, хороше, здорове та неутруднене дихання, іноді відоме як спокійне дихання або частота дихання у спокої, у дихальній системі ссавців. При еупное видих використовує лише пружну віддачу легенів.
Еупное — це неушкоджене природне дихання у всіх ссавців, включаючи людину. Еупное не потребує жодних вольових зусиль, але виникає щоразу, коли ссавець перебуває в природному стані розслаблення, тобто коли в його оточенні не має явної та поточної небезпеки та без значних зусиль(Exertion). Коли ссавець відчуває потенційну небезпеку або відчуває напругу, еупное припиняється, і виникає набагато більш обмежена і утруднена форма дихання — поверхневе дихання.
Еупное — ефективна форма дихання, яка балансує між максимальним надходженням повітря та мінімізацією м'язових зусиль.
Під час еупное нейронний вихід до дихальних м'язів є дуже регулярним і стабільним, з ритмічними спалахами активності під час вдиху лише до діафрагми та зовнішніх міжреберних м'язів.

## Етимологія та вимова
Слово еупное використовує об'єднання форм eu- + -pnea від грецького eupnoia , з eu- , «добре» + pnoia, «дихання».